# El dia de l'honor
"El dia de l'honor" (títol original en anglès "Day of Honor") és el tercer episodi de la quarta temporada, i el 71è del total de la sèrie de televisió de ciència-ficció estatunidenca Star Trek: Voyager. El guió fou escrit per Jeri Taylor, i fou dirigit per Jesús Salvador Treviño. Fou emès a la televisió el 17 de setembre de 1997 a la cadena UPN.
Ambientada al segle XXIV, la sèrie segueix les aventures de la tripulació de la Flota Estel·lar i els Maquis de la nau estel·lar USS Voyager després de quedar encallats al Quadrant Delta a desenes de milers d’anys llum de distància de la resta de la Federació. Aquest episodi està enfocat en els sentiments de B'Elanna Torres, enginyera en cap de la nau espacial USS Voyager de la Flota Estel·lar.

## Argument
És el "Dia de l'Honor", un moment anual en què els klíngons fan reflexions personals sobre els seus objectius i accions. B'Elanna Torres no està contenta: ha de treballar amb Set de Nou, a qui no suporta. Últimament ha estat hostil amb el seu amic Tom Paris, perquè se sent incòmoda acceptant gestos d'amistat. Encara pitjor, un accident a Enginyeria l'obliga a expulsar el nucli de curvatura per salvar la nau.
B'Elanna i Tom agafen una llançadora per recuperar el nucli. Una nau dirigida pels Caatati, una raça d'alienígenes amb poca energia, hi arriba primer. Els alienígenes hi posen un raig tractor i es preparen per remolcar-lo. B'Elanna els adverteix que no tracti el nucli, ja que fer-ho és perillós i podria fer que el nucli exploti, matant a tothom. Els Caatati intenten perseguir-los, disparant a la seva llançadora i provocant una bretxa al buc. B'Elanna i Tom amb prou feines tenen temps de posar-se els vestits espacials i teletransportar-se de la llançadora abans que exploti. Suren sols junts a l'espai i observen com els alienígenes marxen.
La "Voyager" rep una senyal de socors dels dos membres de la tripulació perduts, que tenen una quantitat limitada d'oxigen als seus vestits espacials. La nau és retinguda pels Caatati, que exigeixen subministraments a canvi del nucli de curvatura. Els alienígenes, que odien els Borg, també exigeixen Set de Nou. Utilitzant els seus coneixements Borg, Set aconsegueix satisfer-los construint-los un generador de tori —una tecnologia que els Caatati havien perdut després que els Borg assimilessin gran part de la seva cultura— que els proporcionarà tota l'energia que necessiten; estan tan contents que retornen el nucli de curvatura i accepten que es quedin amb Set.
Mentre B'Elanna i Tom suren al buit de l'espai, comencen a sentir-se marejats a mesura que se'ls acaba l'oxigen. Quan comencen a perdre el coneixement, es diuen adéu. B'Elanna insisteix que no pot morir sense dir-li la veritat a Tom. Li costa una mica admetre-ho, però li diu a Tom que l'estima. Moments després, arriba la "Voyager" i els teletransporta a bord.

## Actors convidats
- Alexander Enberg - Vorik
- Alan Altshuld - Lumas
- Michael A. Krawic - Rahmin
- Kevin P. Stillwell - Moklor

## Recepció
"El dia de l'honor" va ser classificat com el 16è millor episodi romàntic de Star Trek, destacant un enfocament en la vida amorosa de B'Elanna.
El 2020, Gizmodo va llistar aquest episodi com un dels episodis "imprescindibles" de la quarta temporada de la sèrie.
Tor.com li va donar una puntuació de 7 sobre 10, i va concloure: "Un bon episodi sobre les dificultats per encaixar i esbrinar el teu lloc a l'univers, sobretot quan el teu univers s'ha reduït a una sola nau que torna a casa".

## Llançaments
El 2017, la sèrie de televisió Star Trek: Voyager es va publicar en una caixa recopilatòria de DVD amb característiques especials.